# Arima
Arima, ufficialmente The Royal Chartered Borough of Arima, è il borgo (borough) più orientale e il secondo più grande nell'area dei tre borghi di Trinidad e Tobago.
Geograficamente è adiacente a Sangre Grande e Arouca alle pendici centro-meridionali della Northern Range. A sud si trova la diga Caroni-Arena. Confinante con la Città di Arima dal 1888, il comune di Arima è il quarto comune per popolazione del Paese (dopo Port of Spain, Chaguanas e San Fernando). Il censimento del 2011 ha stimato 33 606 residenti.
Nel 1887, la città ha presentato una petizione alla regina Vittoria del Regno Unito per lo status di municipio come parte della sua celebrazione del Giubileo d'oro. Questo è stato concesso l'anno successivo, e Arima divenne un Royal Borough (borgo reale) il 1º agosto 1888. Storicamente è stata la terza città più grande di Trinidad e Tobago, quarta invece da quando Chaguanas è diventata la città più grande del Paese.